# گینوارد
گینوارد (انگلیسی: Gainward) شرکت سخت‌افزار تایوانی است، که در سال ۱۹۸۴ تأسیس شد.